# گورستان و محوطه جوچال
گورستان و محوطه جوچال مربوط به پیش از اسلام است و در شهرستان املش، بخش رانکوه، روستای سیاه کوه واقع شده و این اثر در تاریخ ۲ آبان ۱۳۸۲ با شمارهٔ ثبت ۱۰۶۵۹ به‌عنوان یکی از آثار ملی ایران به ثبت رسیده است.